# Албанско въстание (1912)
Албанското въстание от 1912 година в Османската империя продължава между януари и август 1912 година. След поредица от успехи албанските революционери превземат Скопие, административен център на Косовския вилает. Въстанието приключва на 4 септември 1912 година, когато Високата порта се съгласява да изпълни исканията на въстаниците.

## Прелюдия
През юли 1908 година в Османската империя е извършена Младотурска революция. В резултат в Албания данъците са повишени, албанци се набират за османската армия, а цивилното население е разоръжено.
През 1910 година избухват въстания в Албания (виж: Албански въстания от 1909 – 1912), Сирия и на Арабския полуостров. Въстанието в Албания е успешно и исканията на въстаниците са изпълнени. Въпреки това, на събрание в Цариград на 12 януари 1912 година, в което участват и Хасан бей Прищина и Исмаил Кемали, е решено да се организира ново въстание в Косово през пролетта.

## Събития
Исмаил Кемали се заема да организира доставката на 15 000 пушки „Маузер“ в Косово през Черна гора. Прави обиколка в Европа, където набира оръжия и средства, както и международна подкрепа за въстанието. Същевременно се координира с ръководството на въстаниците посредством Британското консулство в Скопие.
Хасан бей Прищина прави опит да привлече за съюзник България, като предлага създаването на независима албано-българска държава в Македония. Затова прави връзка с Павлов, български представител, когото среща в Британското консулство в Скопие. Британският консул обещава силна подкрепа на въстаналите албанци.
Въстанието започва в западния дял на Косовския вилает, начело на което застават Хасан бей Прищина, Некджиб Драга, Байрам Цури, Риза бей и други. Есад паша Топтани се задължава да организира въстание в Централна Албания и в окръг Мирдита. Албански войници и офицери дезертират от Османската армия и се включват във въстанието. До август 1912 година въстаниците овладяват цялата територия на Косовския вилает (Нови пазар, Прищина, Скопие и Сиеница), части от Шкодренския и Янинския вилает (Елбасан, Пърмет, Лесковик и Коница), както и Дебър, част от Битолския вилает.
За успеха на въстанието помага и протичащата Итало-турска война. Османски части се противопоставят на заповедите да се сражават с албанските мюсюлмани революционери, тъй като ги смятат за братя по вяра.
Албанските въстаници излизат с редица искания към Младотурското правителство. Те са публикувани в албански емигрантски вестник в Царство България през март 1912 година. Част от исканията са назначаване на албански офицер в правителствената администрация, интегриране на албанския език в местните училища и ограничаването на набора на албанци в Османската армия за Косовския вилает. Самите албанци са разединени, като някои от тях симпатизират на младотурския Комитет за единство и прогрес, други на либералната партия, а трети са за възстановяването на автокрацията на Абдул Хамид II. На 9 август 1912 година албанските въстаници представят нов списък с изисквания за реформи и създаване на автономен Албански вилает. Сред исканията са икономическо развитие на албанските земи, пълна амнистия на въстаниците и съдебни процеси за османските офицери, участвали в потушаването на въстанието.
- Сръбски доклад за албанското въстание, 11 май 1912 г.
- Сръбски доклад за албанското въстание, 7 май 1912 г.

## Последици
На 4 септември 1912 година Високата порта прекратява албанското въстание, след като се съгласява с всички искания на революционерите. Успехът на албанското въстание дава сигнал на балканските държави, че Османската империя отслабва. Създаването на автономен Албански вилает, обхващащ територии населени с християнско население, се третират като заплаха за националните интереси на Сърбия, Черна гора, България и Гърция. Това засилва преговорите за Балкански съюз. Хасан бей Прищина започва подготовка на ново въстание за след три-четири месеца, но плановете му са провалени от началото на Балканската война.